# Santo Stefano (Campobasso)
Santo Stefano è l'unica frazione del comune italiano di Campobasso, in Molise.
Dista 7,21 km dal comune di Campobasso ed è ad esso collegata tramite la strada provinciale 90.
In passato legata al comune di Ripalimosani, è poi passata sotto l'egida del capoluogo, diventando un'exclave, e mantenendo alcuni nomi di vie già presenti nel capoluogo, nonché una "via Campobasso".

## Storia
La frazione è legata alla figura di Amedeo VI di Savoia, detto il Conte Verde, che sceso in aiuto di Luigi II D'Angiò, dopo essersi spostato da Montesarchio vi stabilì il suo esercito e la sua guardia, e vi morì di peste il 1º marzo 1383.

## Monumenti e luoghi d'interesse

### Chiesa conventuale di Santa Maria di Loreto
L'attuale chiesa di Santa Maria di Loreto fu costruita nel 1890 e completata nel 1922. Andava a sostituire la precedente, costruita nel XVIII secolo e distrutta a seguito della frana del 1902. In essa sono contenuti un quadro di autore ignoto raffigurante la Vergine Addolorata e le statue della Madonna Addolorata, di S. Stefano e di S. Lucia più un crocifisso del XV secolo.